# كأس الغارفي 2006
كأس الغارفي 2006 هو موسم من كأس الغارفي. شارك فيه  11 فريقاً، وفاز فيه منتخب ألمانيا لكرة القدم للسيدات.